# Horní Moštěnice
Horní Moštěnice település Csehországban, Přerovi járásban. Horní Moštěnice Říkovice, Věžky, Přerov, Beňov, Přestavlky és Dobrčice településekkel határos. Lakosainak száma 1688 fő (2024. január 1.).

## Népesség
A település lakosságának változását az alábbi diagram mutatja:
| Lakosok száma | 1112 | 1229 | 1713 | 1805 | 1588 | 1560 | 1668 | 1679 | 1674 | 1688 |
|               | 1869 | 1890 | 1921 | 1950 | 1980 | 2001 | 2017 | 2019 | 2022 | 2024 |